# Atletica leggera ai Giochi della XXXII Olimpiade - Marcia 20 km maschile

Video della competizione (fasi finali)

Ai Giochi della XXXII Olimpiade la competizione di Marcia 20 km maschile si è svolta il 5 agosto 2021 presso il parco Ōdōri di Sapporo.

## Presenze ed assenze dei campioni in carica
| Competizione            | Atleta              | Prestazione | Tokyo 2020 |
| ----------------------- | ------------------- | ----------- | ---------- |
| Olimpiadi 2016          | Wang Zhen           | 1h19'14"    | Assente    |
| Mondiali di marcia 2018 | Kōki Ikeda          | 1h21'13"    | Presente   |
| Commonwealth 2018       | Dane Bird-Smith     | 1h19'34"    | Presente   |
| Europei 2018            | Álvaro Martín       | 1h20'42"    | Presente   |
| Asiatici 2018           | Wang Kaihua         | 1h22'04”    | Presente   |
| Panamericani 2019       | Brian Pintado       | 1h21'51"    | Presente   |
| Africani 2019           | Samuel Gathimba     | 1h22'48”    | Presente   |
| Mondiali 2019           | Toshikazu Yamanishi | 1h26'34"    | Presente   |

Graduatoria mondiale
In base alla classifica della Federazione mondiale, i migliori atleti iscritti alla gara erano i seguenti:
| Pos. | Atleta              | Punti | Note |
| ---- | ------------------- | ----- | ---- |
| 1    | Toshikazu Yamanishi | 1345  |      |
| 2    | Perseus Karlström   | 1293  |      |
| 3    | Diego García        | 1279  |      |

## La gara
Con un irresistibile allungo finale (l'ultimo km è percorso in 3'43") Massimo Stano respinge la possibile rimonta dei favoriti giapponesi Koki Ikeda (argento) e Toshikazu Yamanishi (bronzo). Per l'italiano è la prima vittoria individuale in una competizione mondiale.

Ben 52 partenti su 57 hanno concluso la gara.
Koki Ikeda e Toshikazu Yamanishi colgono le uniche medaglie giapponesi nell'atletica leggera ai Giochi.

## Classifica finale
Prima della competizione, il record mondiale e olimpico erano i seguenti:
| Record mondiale | Yūsuke Suzuki | 1h16'36" | Nomi   | 15 marzo 2015 |
| Record olimpico | Chen Ding     | 1h18'46" | Londra | 4 agosto 2012 |

Giovedì 5 agosto
| Pos | Atleta                   | Paese         | Tempo    | Note                                     |
| --- | ------------------------ | ------------- | -------- | ---------------------------------------- |
| Oro | Massimo Stano            | Italia        | 1h21'05” |                                          |
| Argento | Koki Ikeda               | Giappone      | 1h21'14” |                                          |
| Bronzo | Toshikazu Yamanishi      | Giappone      | 1h21'28” |                                          |
| 4 | Alvaro Martin            | Spagna        | 1h21'46” |                                          |
| 5 | Christopher Linke        | Germania      | 1h21'50” |                                          |
| 6 | Diego Garcia             | Spagna        | 1h21'57” |                                          |
| 7 | Kaihua Wang              | Cina          | 1h22'03” |                                          |
| 8 | Jun Zhang                | Cina          | 1h22'16” |                                          |
| 9 | Perseus Karlström        | Svezia        | 1h22'29” |                                          |
| 10 | Callum Wilkinson         | Gran Bretagna | 1h22'38” |                                          |
| 11 | Andres Olivas Nunez      | Messico       | 1h22'46” |                                          |
| 12 | Brian Pintado            | Ecuador       | 1h22'54” |                                          |
| 13 | Caio Bonfim              | Brasile       | 1h23'21” |                                          |
| 14 | Esteban Soto             | Colombia      | 1h23'32” |                                          |
| 15 | Francesco Fortunato      | Italia        | 1h23'43” |                                          |
| 16 | Kévin Campion            | Francia       | 1h23'53” | Miglior prestazione personale stagionale |
| 17 | Declan Tingay            | Australia     | 1h24'00” | Miglior prestazione personale            |
| 18 | Éider Arévalo            | Colombia      | 1h24'10” |                                          |
| 19 | David Hurtado            | Ecuador       | 1h24'31” |                                          |
| 20 | Wayne Snyman             | Sudafrica     | 1h24'33” |                                          |
| 21 | Cesar Augusto Rodriguez  | Perù          | 1h24'40” |                                          |
| 22 | Leo Kopp                 | Germania      | 1h24'46” |                                          |
| 23 | Sandeep Kumar            | India         | 1h25'07” |                                          |
| 24 | Gabriel Bordier          | Francia       | 1h25'23” |                                          |
| 25 | Tom Bosworth             | Gran Bretagna | 1h25'57” |                                          |
| 26 | Cai Zelin                | Cina          | 1h26'39” |                                          |
| 27 | Jhon Alexander Castañeda | Colombia      | 1h26'41” |                                          |
| 28 | Nils Brembach            | Germania      | 1h26'45” |                                          |
| 29 | David Kenny              | Irlanda       | 1h26'54” |                                          |
| 30 | Jose Oswaldo Calel       | Guatemala     | 1h26'55” |                                          |
| 31 | Miguel Ángel López       | Spagna        | 1h27'12” |                                          |
| 32 | Eiki Takahashi           | Giappone      | 1h27'29” |                                          |
| 33 | Marius Žiūkas            | Lituania      | 1h27'35” |                                          |
| 34 | Sahin Senoduncu          | Turchia       | 1h27'39” |                                          |
| 35 | Jordy Jimenez Arrobo     | Ecuador       | 1h27'52” |                                          |
| 36 | Kyle Swan                | Australia     | 1h27'55" |                                          |
| 37 | Choe Byeong-kwang        | Corea del Sud | 1h28'12" | Miglior prestazione personale stagionale |
| 38 | Noel Alí Chama           | Messico       | 1h28'23" |                                          |
| 39 | Georgiy Sheiko           | Kazakistan    | 1h28'38" |                                          |
| 40 | José Ortiz               | Guatemala     | 1h28'57" |                                          |
| 41 | Miroslav Úradník         | Slovacchia    | 1h29'25" |                                          |
| 42 | Jesús Tadeo Vega         | Messico       | 1h30'37" |                                          |
| 43 | Luis Henry Campos        | Perù          | 1h30'58" |                                          |
| 44 | Federico Tontodonati     | Italia        | 1h31'19" |                                          |
| 45 | Aliaksandr Liakhovich    | Bielorussia   | 1h31'28" |                                          |
| 46 | Matheus Corrêa           | Brasile       | 1h31'47" |                                          |
| 47 | Rahul Rohilla            | India         | 1h32'06" |                                          |
| 48 | Abdülselam İmuk          | Turchia       | 1h32'27" |                                          |
| 49 | Ivan Losev               | Ucraina       | 1h33'26" |                                          |
| 50 | Nick Christie            | Stati Uniti   | 1h34'37" |                                          |
| 51 | Irfan Kolothum Thodi     | India         | 1h34'41" | Miglior prestazione personale stagionale |
| 52 | Eduard Zabuzhenko        | Ucraina       | 1h39'38" |                                          |
| | Lucas Mazzo              | Brasile       | dnf      |                                          |
| | Łukasz Niedziałek        | Polonia       | dnf      |                                          |
| | Salih Korkmaz            | Turchia       | dnf      |                                          |
| | Vasilij Mizinov          | ROC           | dq       |                                          |
| | José Alejandro Barrondo  | Guatemala     | dq       |                                          |
| record mondiale; record olimpico; record mondiale stagionale; record africano; record asiatico; record europeo; record nord-centroamericano e caraibico; record sudamericano; record oceaniano; record nazionale; record personale; record personale stagionale. |                          |               |          |                                          |